# Hop! Step! 댄스↑↑
〈Hop! Step! 댄스↑↑〉(일본어: Hop! Step! ダンス↑↑ 홋푸 스텟푸 단스[*], 한국어: 합 스텝 댄스)는 Dream5의 10번째 싱글이다. 2013년 5월 15일에 에이벡스 트랙스에서 발매됐다.

## 개요
- 전작 〈COME ON!/도레미파소라이로〉로부터 약 3개월만의 발매이다.
- 비양면 A사이드의 싱글은 〈셰키메키!〉로부터 7개월만의 발매이다.
- 〈Hop! Stap! 댄스↑↑〉는 타카노 출연의 이토요카도 ‘DIRTY WOLF’, 멤버 출연의 ‘dancingood day’의 광고 음악.
- 〈Look at Me!〉는 여성 멤버가 출연하는 이토요카도 ‘Mc Sister’의 광고 음악.

## 수록곡

### 자켓A
CD
1. Hop! Step! 댄스↑↑(Hop! Step! ダンス↑↑) [4:33]
  - 작사: leonn]] / 작곡: 히비노 히로후미 / 편곡: 와타나베 토루
2. Look at Me! [3:56]
  - 작사: 모리즈키 캬스 / 작곡: 요시다 마사키 / 편곡: 와타나베 토루
3. 파라리루라パラリルラ♪ -하나캇파 엔딩 ver.-(パラリルラ♪ -はなかっぱエンディングver.-
보너스 트랙
4. Hop! Step! 댄스↑↑ (Instrumental)
5. Look at Me! (Instrumental)

DVD
1. Hop! Stap! 댄스↑↑ (뮤직비디오)
2. Hop! Stap! 댄스↑↑ (안무 영상)
3. Look at Me! (안무 영상)
4. Hop! Stap! 댄스↑↑ (메이킹 필름)
5. 파라리루라♪-하나캇파 엔딩 ver.- (안무 영상)
보너스 영상.

### 자켓B
CD
1. Hop! Stap! 댄스↑↑
2. Look at Me!
3. 파라리루라♪ -하나캇파 엔딩 ver.-
보너스 트랙.
4. Hop! Step! 댄스↑↑ (Instrumental)
5. Look at Me! (Instrumental)

### mu-mo 샵 한정반
CD
1. Hop! Stap! 댄스↑↑
2. Look at Me!
3. パラリルラ♪ -하나캇파 엔딩 ver.-
보너스 트랙.

CD EXTRA
스페셜 멤버 컨텐츠: mu-mo 한정 오리지널 PC 벽지

## 타이업
| 곡명              | 사용되는 곳                                         |
| ----------------- | --------------------------------------------------- |
| Hop! Stap! 댄스↑↑ | 이토요카도 ‘DIRTY WOLF’ CM송, ‘dancingood day’ CM송 |
| Look at Me!       | 이토요카도 ‘Mc Sister’ CM송                         |
| 파라리루라♪       | 애니메이션 《하나캇파》 닫는 곡                     |